# Helmut Dantine
Helmut Dantine, pseudonimo di Helmut Guttman (Vienna, 7 ottobre 1918 – Beverly Hills, 2 maggio 1982), è stato un attore austriaco naturalizzato statunitense.

## Biografia
Proveniente da una famiglia ebraica influente e facoltosa (il padre era dirigente delle ferrovie austriache), Helmut Dantine nacque a Vienna e iniziò il suo apprendistato nel cinema austriaco. Coinvolto nei movimenti antinazisti viennesi formatisi a seguito dell'Anschluss (l'annessione dell'Austria alla Germania), nel 1938 il ventunenne aspirante attore fu imprigionato per un periodo di tre mesi in un campo di concentramento ma, grazie all'influenza della famiglia, venne rilasciato e partì alla volta degli Stati Uniti per raggiungere la California. I genitori moriranno qualche anno più tardi, dopo essere stati a loro volta internati in un campo di prigionia nazista.
Dantine riprese la carriera artistica recitando con la Pasadena Playhouse e lì venne notato da un talent scout della Warner Brothers, che gli fece ottenere un contratto con la celebre casa produttrice. Tra i suoi primi ruoli non accreditati, quelli di un pilota nell'avventura aviatoria Il diavolo con le ali (1941), con Ronald Reagan, e nella commedia Vogliamo vivere! (1942) di Ernst Lubitsch, con Carole Lombard. Sempre nel 1942, Dantine apparve anche nel celeberrimo Casablanca (1942) di Michael Curtiz, in cui interpretò Jan Brandel, il profugo bulgaro che con la giovane moglie Annina (Joy Page) tenta di procurarsi il denaro necessario ad acquistare le lettere di transito per fuggire a Lisbona, vincendo inaspettatamente alla roulette grazie all'intervento di Rick Blaine (Humphrey Bogart).
Durante la prima metà degli anni quaranta, Dantine si trovò paradossalmente a indossare i panni di militari tedeschi e ufficiali nazisti ossessionati dal potere in diversi film del periodo, come La signora Miniver (1942) con Greer Garson e Walter Pidgeon, L'avventura impossibile (1942), La bandiera sventola ancora (1943) e L'ostaggio (1943), tutti e tre al fianco di Errol Flynn. Con Il giuramento dei forzati (1944), nuovamente al fianco di Humphrey Bogart, la carriera cinematografica di Dantine era già giunta al suo apice. Divenuto cittadino americano nel 1943, nella seconda metà del decennio l'attore apparve meno frequentemente sullo schermo e, fino alla metà degli anni cinquanta, preferì dedicare maggior impegno alla televisione. Partecipò comunque anche a due produzioni teatrali a Broadway, nel 1947 con L'aquila a due teste di Jean Cocteau, e nel 1950 con La Parisienne di Henry Becque.
Il ritorno al cinema, dopo il ruolo del principe Hugo nel musical Chiamatemi Madame (1953), avvenne in due colossali produzioni storiche, Alessandro il Grande (1956), con Richard Burton, e Guerra e pace (1956), in cui interpretò il ruolo di Dolokhov accanto a Henry Fonda e Audrey Hepburn. Tuttavia, dopo aver curato l'unica regia della sua carriera nel film Thundering Jets (1958), Dantine riprese l'attività sul piccolo schermo e lavorò in maniera discontinua anche negli anni sessanta, partecipando alle serie televisive Gli inafferrabili (1965), I giorni di Bryan (1967) e Mistero in galleria (1971), e comparendo nella pellicola d'avventura Operazione Crossbow (1965).
La carriera cinematografica di Dantine ebbe un breve rilancio nella prima metà degli anni settanta, quando partecipò sia in veste di attore che di produttore esecutivo al western Voglio la testa di Garcia (1974) e alla pellicola d'azione Killer Elite (1975), entrambi diretti da Sam Peckinpah, e Il seme dell'odio (1975), dramma politico di denuncia diretto da Ralph Nelson. L'ultima apparizione sullo schermo dell'attore, prima del definitivo ritiro dalle scene, risale al 1979 nel film d'avventura The Fifth Musketeer (1979), in cui interpretò l'ambasciatore spagnolo.

## Vita privata
Dal primo matrimonio (1947-1950) con l'ereditiera americana Charlene S. Wrightsman, Dantine ebbe un figlio, Dana. Dopo il divorzio, Charlene Dantine si risposò con il columnist Igor Cassini, fratello del celebre stilista Oleg, mentre Dantine sposò in seconde nozze Niki Schenck, figlia di Nicholas Schenck, uno dei fondatori della Loews Corporation. Dal matrimonio nacquero due figli.
Helmut Dantine morì per un attacco di cuore il 2 maggio 1982, all'età di sessantaquattro anni. È sepolto al Westwood Memorial Park di Los Angeles.

## Filmografia

### Cinema
- Incontro senza domani (Escape), regia di Mervyn LeRoy (1940) (non accreditato)
- Il diavolo con le ali (International Squadron), regia di Lothar Mendes e Lewis Seiler (1941) (non accreditato)
- Vogliamo vivere! (To Be or Not to Be), regia di Ernst Lubitsch (1942) (non accreditato)
- La signora Miniver (Mrs. Miniver), regia di William Wyler (1942)
- The Pied Piper, regia di Irving Pichel (1942) (non accreditato)
- L'avventura impossibile (Desperate Journey), regia di Raoul Walsh (1942) (non accreditato)
- La marina è vittoriosa (The Navy Comes Through), regia di A. Edward Sutherland (1942) (non accreditato)
- Casablanca, regia di Michael Curtiz (1942) (non accreditato)
- La bandiera sventola ancora (Edge of Darkness), regia di Lewis Milestone (1943)
- Mission to Moscow, regia di Michael Curtiz (1943)
- Quando il giorno verrà (Watch on the Rhine), regia di Herman Shumlin (1943)
- L'ostaggio (Northern Pursuit), regia di Raoul Walsh (1943)
- Il giuramento dei forzati (Passage to Marseille), regia di Michael Curtiz (1944)
- Ho baciato una stella (Hollywood Canteen), regia di Delmer Daves (1944)
- Berlino Hotel (Hotel Berlin), regia di Peter Godfrey (1945)
- I fuggitivi delle dune (Escape in the Desert), regia di Edward A. Blatt (1945)
- Shadow of a Woman, regia di Joseph Santley (1946)
- Il passato è sempre presente (Whispering City), regia di Fyodor Otsep (1947)
- Guerrilla Girl, regia di John Christian (1953)
- Chiamatemi Madame (Call Me Madam), regia di Walter Lang (1953)
- Stranger from Venus, regia di Burt Balaban (1954)
- Kean - Genio e sregolatezza, regia di Vittorio Gassman e Francesco Rosi (1956)
- Alessandro il Grande (Alexander the Great), regia di Robert Rossen (1956)
- Guerra e pace (War and Peace), regia di King Vidor (1956)
- Hell on Devil's Island, regia di Christian Nyby (1957)
- L'inferno ci accusa (The Story of Mankind), regia di Irwin Allen (1957)
- Fraülein, regia di Henry Koster (1958)
- La tempesta, regia di Alberto Lattuada (1958)
- Operazione Crossbow (Operation Crossbow), regia di Michael Anderson (1965)
- Voglio la testa di Garcia (Bring Me the Head of Alfredo Garcia), regia di Sam Peckinpah (1974) (anche produttore esecutivo)
- Il seme dell'odio (The Wilby Conspiracy), regia di Ralph Nelson (1975) (anche produttore esecutivo)
- Killer Elite (The Killer Elite), regia di Sam Peckinpah (1975) (anche produttore esecutivo)
- The Fifth Musketeer, regia di Ken Annakin (1979)

### Televisione
- Studio One – serie TV, 1 episodio (1949)
- Lights Out – serie TV, episodio 2x11 (1949)
- The Clock – serie TV, 1 episodio (1950)
- The Ford Television Theatre – serie TV, 1 episodio (1953)
- Suspense – serie TV, 1 episodio (1954)
- Climax! – serie TV, episodio 3x18 (1957)
- General Electric Theater – serie TV, episodio 5x23 (1957)
- The Millionaire – serie TV, 1 episodio (1957)
- On Trial – serie TV, 1 episodio (1957)
- Studio 57 – serie TV, 2 episodi (1957-1958)
- Schlitz Playhouse of Stars – serie TV, 2 episodi (1953-1958)
- L'uomo ombra (The Thin Man) – serie TV, episodio 2x08 (1958)
- Sugarfoot – serie TV, episodio 2x14 (1959)
- Playhouse 90 – serie TV, 2 episodi (1957-1960)
- Gli inafferrabili (The Rogues) – serie TV, episodio 1x22 (1965)
- I giorni di Bryan (Run for Your Life) – serie TV, episodio 2x24 (1967)
- Mistero in galleria (Night Gallery) – serie TV, 1 episodio (1971)
- Lotta per la vita (Medical Story) – serie TV, 1 episodio (1976)

### Regista
- Thundering Jets (1958)

## Doppiatori italiani
Nelle versioni in italiano dei suoi film, Helmut Dantine è stato doppiato da:
- Gualtiero De Angelis in Guerra e pace, La tempesta
- Bruno Persa in La signora Miniver, L'ostaggio
- Adolfo Geri in La bandiera sventola ancora
- Gianfranco Bellini in Alessandro il Grande